# Course de voitures à pédales
Une course de voitures à pédales est une course de véhicules à 3, 4 ou 5 roues à propulsion humaine (voiture à pédales). Les courses de voitures à pédales existent sous plusieurs formes.

## Courses de voitures à pédales pour enfants
Les courses de voitures à pédales pour enfants sont organisées par des comités des fêtes ou associations, à l'occasion de fêtes de villages.

## Courses de rosalies
Des courses de rosalies sont parfois organisées dans des villages qui disposent de tels équipements. Ces courses ont lieu à l'occasion de festivités. Les rosalies sont souvent décorées pour l'occasion.

## Courses de karts à pédales

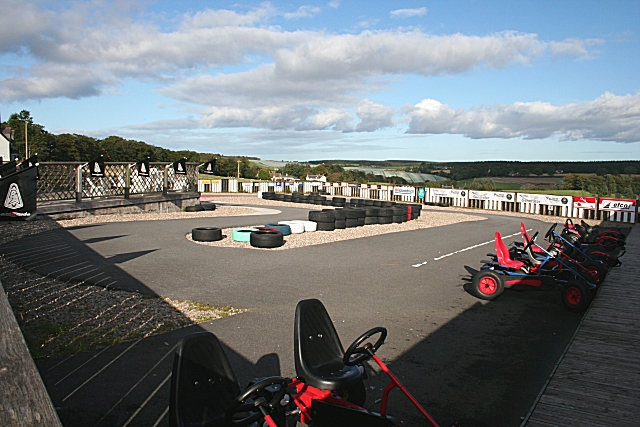
Circuit de karts à pédales, près de Bogton, dans l’Aberdeenshire (Écosse).

Les karts à pédales sont des karts sans moteurs. Ils sont munis d'un pédalier et d'un système de transmission par chaine.

## Courses de voitures à pédales pour adultes avec des voitures créées spécifiquement pour cette activité
Des villes organisent régulièrement des courses de voitures à pédales. Elles ont généralement lieu au centre ville le dimanche.
Il existe des Fédérations qui regroupe des Associations organisant certaines de ces courses.

### Course d'Amagne
Tous les ans une course est organisée à Amagne en champagne ardennes. 

### La FEVP (Fédération de la Voiture à Pédalier)
La FeVP regroupe  plusieurs associations départementales qui organisent des courses dans plusieurs départements (Eure-et-Loir, Morbihan, Indre-et-Loire, Sarthe)

### La FFCVP (Fédération française des clubs de voitures à pédales)
"La Fédération Française des Clubs de Voitures à Pédales (FFCVP) est une association loi 1901 créée en 1982.
Elle est aggréée par le ministère de la jeunesse et de l'éducation populaire.
Bien qu'elle porte l'appellation "Fédération Française" et affiche un "Championnat de France" et une "Coupe de France", ce n'est pas une fédération sportive.
Le président de la FFCVP revendique pourtant un vrai sport avec des compétitions, un championnat de France,, Le site de la fédération également, en plus de porter le nom de "Fédération Française de...", affiche un "Championnat de France" et une "Coupe de France". (Attention, depuis 2006 , ces appellations  - Fédération Française - Championnat de France - Coupe de France - sont réservées aux seules fédérations sportives aggréées par le ministère des sports et aux fédérations sportives délégataires (article L131-17 du code du sport), et l'utilisation de ces appellations par le président, l'administrateur ou le directeur d'une fédération non aggréés est puni d'une peine d'amende,,).

#### Participants
Chaque voiture peut être pilotée par 1 à 4 personnes qui se relaient.
Les pilotes doivent avoir 14 ans minimum, une dérogation parentale est possible pour les enfants de moins de 14 ans selon l'aptitude et la corpulence (voir règlement intérieur). Des championnats ont été créés dès les débuts de la Fédération dans le but de fidéliser les participants pour qu'ils se déplacent pour participer aux courses. Les titres n'ont aucune valeur reconnue au niveau sportif et ne rapportent pécuniairement rien de plus à leurs détenteurs que les primes évoquées ci-dessous.

#### Création
La fédération fut créée sur une anecdote, à la suite d'un appel pour la création de voitures pour une course à Vimoutiers en 1982.

#### Licence et Inscription
La participation est soumises a des frais d'affiliation à l'année par voiture à pédales et par pilote, et à des frais d'inscriptions par voiture et par course.

#### Primes
Chaque équipe reçoit une prime de 85 euros,,,. pour la participation d'une voiture à une course, quel que soit son classement. Sur certaines courses, des publicités sponsorisées sont apposées sur les voitures durant la course pour financer ces primes. Ces primes sont cumulatives si une équipe fait concourir plusieurs voitures à une course.
Les équipes engageant plusieurs voitures sur une course paient autant d'inscriptions que de voitures et reçoivent autant de primes que de voitures engagées.
Chaque équipe reçoit également une prime de défraiement kilométrique pour chaque participation (voir règlement intérieur)
Dans les faits il existe des associations regroupant de 1 à 10 voitures sur les courses, (vap de saire, team haut doubs...).

#### Coût
La fédération facture aux villes des frais d'organisation (800 euros sur les sources retrouvees, de 2015 à 2018) ,,,,.

#### Évolution
La fédération, qui revendiquait son aspect ludique et humour décalé, en qualifiant les participants aux courses de "Fêlé-e-s des voitures à pédales", a progressivement modifié (2015-2023) sa communication officielle pour ne mettre en avant que l'aspect sport tourné vers la compétition.
Le résultat de la course est composé pour 50% d'une notation du look de la voiture et de l'ambiance apportée par l'équipe pendant la course, et pour 50% du nombre de tour effectués pendant la course.
En 2021, un week end de courses a été organisé par la FFCVP, avec des courses basées uniquement sur la vitesse et des courses réservées à certaines catégories de pilotes. Ce fut la seule fois que des courses de voitures à pédales de la FFCVP furent réservées à certains pilotes sur critères.
En 2023, des équipes de la FFCVP ont participé aux courses de la British Federation of Pedal Car Racing, qui sont des courses basées uniquement sur la vitesse et d'endurance.

#### Accident
En 2023, un accident ayant pour conséquence le décès d'un spéctateur a eu lieu lors d'une course. À la suite de cela, le conseil d'administration a modifié le règlement intérieur de l'association avec effet immédiat pour le reste de la saison sans que ses proposition soient votées dans une assemblée générale extraordinaire : casque obligatoire pour tous les pilotes, gestion de drapeaux, mise en place d'alcootest des pilotes si nécessaire, restrictions de l'accès aux stands. (Sur le site officiel de la fédération, la rubrique Règlement Intérieur fait pourtant mention que le casque est facultatif)

#### Communication
La fédération a dans les années 1980 communiqué par l'intermédiaire d'un serveur minitel (3615 INFOVAP), puis par la suite par des sites internets.
Les classements de championnats de France et d'Europe figurent sur le site de la fédération.
Depuis 2023, les courses font l'objet d'une captation vidéo diffusée en direct, enregistrée et publiée sur une chaine YouTube,. (La présence d'un logo de marque - Eternytime - sur ces vidéos ne pose-t-elle pas problème étant donné que le public n'est pas flouté ? et qu'en est-il des autorisations de captation et diffusion des œuvres sonores ?)

#### Courses en France
La FFCVP couvre tout le territoire français. Des courses ont eu lieu sur l'île de La Réunion, dans la ville La Plaine-des-Palmistes.[réf. nécessaire]
Le site de la fédération fait mention de trophées de régions en 2023, qui sont remis lors des dernières manches dans chaque région, les résultats sont disponibles sur le site[réf. nécessaire]

#### Courses en Italie
Le lycée Technique Itip Bucci basé à Faenza en Italie organise tous les ans, depuis l'année 2003[réf. nécessaire], deux courses de voitures à pédales en collaboration avec la FFCVP. Ces courses ont lieu à Cotignola et à Faenza. Elles comptent pour le championnat d'Europe de la FFCVP. Pour cette école, la construction des voitures sert de support aux élèves pour leur formation. Ils construisent deux nouvelles voitures chaque année depuis 2003, et renouvellent le look de plusieurs de leurs anciennes voitures chaque année. Des élèves continuent d'y participer même après avoir terminé leur scolarité.
En 2018 et 2019, trois courses ont eu lieu en Italie, dans le cadre d'un projet Européen, s'appuyant sur les seuls aspects culturel (de la construction) et compétition (courses avec classements).[réf. nécessaire]

#### Courses en Tchéquie
Depuis 2010, le calendrier de la FFCVP comporte chaque année une ou deux courses en république tchèque, organisées par la CFKVP.
Ces courses font partie du championnat d'Europe. Depuis 2017, 4 courses en Tchéquie dans les villes de Hradec Králové, Pardubice, Poděbrady et Holice. Une de ces courses compte pour la Coupe de Tchéquie et les autres pour le Championnat de Tchéquie.

#### Courses en Autriche
En 2008, deux course de voitures à pédales ont eu lieu en Autriche, à Gmunden et Pinsdorf.[réf. nécessaire]

### La CFKVP (Fédération Tchèque des clubs de voitures à pédales)
http://slapacivozitka.cz/
Créée en 2009, cette fédération a organisé sa première course le 11 juillet 2010. Elle organise depuis cette année-là une ou deux courses chaque année, et invite des clubs de la FFCVP à y participer.

### LaBritish Federation of Pedal Car Racing
La British Federation of Pedal Car Racing supervise des courses de voitures à pédales au Royaume-Uni. Ce sont des courses de vitesse uniquement contrairement aux courses en France. Depuis 1960, une course de voitures à pédales de 24 heures est organisée en octobre.
Dans toutes les fédérations citées, toutes les courses sont ouvertes à tous. N'importe quelle équipe peu s'inscrire à n'importe quelle course (en fonction tout de même des places disponibles), sans distinction de performance ni de critère de genre ou d'age. La FFCVP accepte que des voitures hors normes concourent.[réf. nécessaire]